# Константинов, Николай Александрович (педагог)
Николай Александрович Константинов (26 (14) мая 1894 года — 18 апреля 1958 года, Москва, РСФСР, СССР) — советский учёный-педагог, академик АПН РСФСР (1945).

## Биография
Родился 14(26) мая 1894 года, в г. Телыпи (сейчас Тельшяй) Литвы, которая тогда входила в состав Российской империи.
В 1918 году окончил историко-филологический факультет МГУ.
В 1919 году окончил Педагогический институт имени П. Г. Шелапутина.
В 1920 году окончил военно-педагогические курсы РККА.
В 1935 году присвоено учёное звание профессора.
В 1942 году защитил докторскую диссертацию: «Очерки по истории школьной политики империализма в колониальных странах».
В 1944 году избран членом-корреспондентом, а в 1945 году — академиком отделения педагогики АПН РСФСР.
С 1945 по 1958 годы — заведующий кафедрой педагогики философского факультета МГУ.
Директор Института теории и истории педагогики АПН РСФСР, директор Музея по народному образованию АПН РСФСР.
Николай Александрович Константинов умер 18 апреля 1958 года в Москве. Похоронен на Новодевичьем кладбище (место 5-19-7).

## Научная деятельность
Область научных интересов: теоретические основы историко-педагогической науки, преподавание педагогики в высшей школе, история педагогики в России и за рубежом.
Основные труды: «Очерки по истории средней школы. Гимназии и реальные училища с конца XIX века до февральской революции 1917 года» (1947), «Очерки по истории советской школы РСФСР за 30 лет» (соавт., 1948), «Школьная политика в колониальных странах. XIX—XX веков» (1948), «Система народного образования. Лекция» (1956), учебное пособие «Основные вопросы педагогики. Лекции» (1957).
Родоначальник научной школы, разрабатывал теоретические основы историко-педагогической науки, автор свыше 250 работ, совместно с Е. Н. Медынским и М. Ф. Шабаевой написал базовый учебник для педагогических институтов «История педагогики», который выдержал пять изданий с 1956 по 1982 годы.

## Награды
- Заслуженный деятель науки Узбекской ССР (1943)